# Szlarnik wyspowy
Szlarnik wyspowy (Zosterops strenuus) – gatunek małego ptaka z rodziny szlarników (Zosteropidae). Występował endemicznie na australijskiej wyspie Lord Howe. Wymarł po 1918.

## Taksonomia
Po raz pierwszy gatunek opisał John Gould na łamach „Proceedings of the Zoological Society of London” w 1855. Holotypem był okaz, który pozyskał dla niego John MacGillivray w 1853 podczas podróży HMS Herald. Była to samica; trafiła do Muzeum Historii Naturalnej w Londynie, wówczas znanego jeszcze jako British Museum. Nowemu gatunkowi autor nadał nazwę Zosterops strenuus, która jest obecnie (2021) akceptowana przez Międzynarodowy Komitet Ornitologiczny (IOC). Wcześniejsi autorzy uznawali czasem szlarnika wyspowego za podgatunek szlarnika cienkodziobego (Z. tenuirostris). Epitet gatunkowy strenuus oznacza z łaciny „ruchliwy”.

## Morfologia
Długość ciała wynosiła według Goulda około 14,5 cm; wspomniał, że był to największy znany w tamtych czasach gatunek szlarnika. Szlarniki wyspowe były większe od innych endemicznych dla Lord Howe szlarników – szlarników południowych (Z. [lateralis] tephropleurus, podgatunek szlarnika rdzawobocznego, Z. lateralis). Odróżniały się jaskrawożółtym, a nie zielonawym, gardłem. Od szlarników białopierśnych (Z. albogularis) z Norfolku odróżniał je biały (nie żółty) brzuch. Głowa i wierzch ciała były jaskrawe, zielonooliwkowe. Między nasadami skrzydeł i przez barkówki przebiegał szary pas. Skrzydła i ogon były łupkowobrązowe, pióra miały oliwkowozielone krawędzie. Broda i gardło żółte. Boki jasne, winnobrązowe. Pokrywy podskrzydłowe i lotki III rzędu białe. Pokrywy podogonowe jasnożółte. Dziób i nogi niebieskoszare, tęczówka jasnobrązowa.

## Zasięg, ekologia i zachowanie
Szlarnik wyspowy był endemitem australijskiej wyspy Lord Howe. Zachowało się niewiele informacji o zwyczajach tych ptaków. Bell w 1913 odnotował, że ptaki te pojawiają się tysiącami i niszczą uprawy, zjadają owoce i jaja innych ptaków. Lęgi wyprowadzały w listopadzie i grudniu. Hull (1909) zaobserwował, że gniazdo ma kształt kubeczka i umieszczone jest w rozwidleniu gałęzi. Budulec stanowiły korzonki i trawy, a wyściółkę delikatniejszy materiał. Jaja, podobnie jak u innych szlarników, miały jasnoniebieską skorupkę. Hull także obserwował te szlarniki w dużych liczbach. Zanotował, że w porośniętych palmami obszarach i na zadrzewionych stokach całymi dniami słychać było ich energiczną pieśń.

## Status
IUCN uznaje szlarnika wyspowego za gatunek wymarły (EX, Extinct). Choć ptak ten był powszechny przed 1918 rokiem, ostatnie stwierdzenie pochodzi z 1908. Gatunek najprawdopodobniej zaczął wymierać po 1918, kiedy to ze statku SS Makambo, który wszedł na mieliznę u brzegów wyspy, pouciekały szczury śniade (Rattus rattus). Poszukiwania szlarników wyspowych w 1928 i 1936 nie przyniosły rezultatu.